# Nagylók
Nagylók je vas na Madžarskem, ki upravno spada pod podregijo Sárbogárdi Županije Fejér.